# Abu Osama al-Masri
Abu Osama al-Masri, pseudonimo di Muhammad Ahmad ’Ali al-Isawi (in arabo أبو أسامة المصري‎?); Al-Arish, 1973 – 15 novembre 2018), è stato un terrorista egiziano, leader del ramo dello Stato Islamico nella Penisola del Sinai, nota come Wilayat Sinai.

## Biografia
Si crede sia nato nel nord del Sinai e cresciuto nel Sharqiya nel Delta del Nilo. La sua kunya significa 'Padre di Osama, l'Egiziano'.
A partire dal 2015, Abu Osama avrebbe 42 anni. Si dice che sia stato un importatore di vestiti che ha studiato presso l'Università al-Azhar, una prestigiosa istituzione sunnita del Cairo.
Prima della rivoluzione egiziana del 2011, si ritiene che sia stato imprigionato per qualche tempo.
Nell'ottobre 2014, si ritiene che abbia viaggiato in Siria con circa 20 seguaci quando le forze di sicurezza hanno bloccato i militanti dopo che l'ex presidente egiziano Mohamed Morsi è stato deposto nel Colpo di Stato in Egitto del 2013.
Abu Osama era un membro di Ansar Bait al-Maqdis, il precedente nome del gruppo che prometteva fedeltà allo Stato islamico. Su un video di propaganda creato da ISIS-Wilaya Sinai il 15 novembre 2018, il gruppo ha diffuso una registrazione vocale da lui mentre confermava la sua morte.

## Stato Islamico nel Sinai
Per la maggior parte del suo tempo nel gruppo ha servito come portavoce dei media.
Nel maggio 2015 è emersa una registrazione in cui Abu Osama ha chiesto attacchi contro i giudici egiziani, dicendo: "È sbagliato per i tiranni [i giudici] imprigionare i nostri fratelli, avvelenate il loro cibo ... sorvegliateli a casa e in strada ... distruggete le loro case con gli esplosivi se puoi".
Nell'estate del 2015 hanno pubblicato un video che mostra la decapitazione di quattro beduini, accusati di aver trasmesso informazioni alle spie israeliane per assistere agli attacchi dei droni. Hanno anche condotto incursioni in Israele, tra cui un attacco alla zona turistica di Eilat e ad un gasdotto.
Nel novembre 2015 è diventato una persona di interesse per la caduta del Volo Metrojet 9268. Ha rivendicato la responsabilità dicendo "Siamo quelli che l'hanno abbattuto [Volo Metrojet 9268] per la grazia di Allah, e non siamo obbligati ad annunciare il metodo che l'ha abbattuto".
È diventato leader di Wilayah Sinai nell'agosto 2016.